# اتفاقية هلسنكي
اتفاقية هلسنكي هي وثيقة صدرت عن مؤتمر هلسنكي الذي انعُقدَ عام 1975 في مدينة هلسنكي وذلكَ من أجل خلقِ أسسٍ جديدة للأمن والتعاون بين الدول الأوروبية.

## خلفيّة
منذُ منتصف الخمسينات؛ بدأت تظهر فكرة عقد مؤتمر عامٍ للأمن والتعاون في القارة الأوربية من أجل إيجاد حلول للمشكلات القائمة بين الشرق والغرب، وتطويق الأزمات، وترسيخ الأمن والاستقرار، وتغيير نوع العلاقات الدولية القائمة. اشتركت مجموعة من العوامل المختلفة داخل القارة الأوربية وخارجها في تطوير هذه الفكرة ونقلها من الإطار النظري إلى الواقع العملي، كاتساع العلاقات السياسية الاقتصادية بين دول الكتلة الشرقية (سابقًا) ودول الكتلة الغربية، والتوصل إلى حلول لبعض القضايا المهمة في القارة الأوربية؛ وتحقيق توازن في الأسلحة الاستراتيجية ما «ضمنَ» عدم قدرة أي طرف على تحقيق انتصار في أيّة حرب مقبلة، والخسائر الكبيرة التي ستحدثها هذه الأسلحة، وبروز فكرة إمكان التعايش السلمي بين الأنظمة السياسية الاجتماعية الاقتصادية المختلفة، ودور الأمم المتحدة وحركة عدم الانحياز في العمل على ترسيخ مظاهر الأمن والاستقرار في العالم، وتعاظم دور الرأي العام العالمي المناهض للحروب.
كان للعوامل السابقة أثرٌ كبيرٌ في دفع دول الكتلتين الشرقية والغربية إلى البحث عن وسائل وصيغ عملية لعقد مؤتمر عام للأمن والتعاون الأوربيين. أخذت فكرة عقد مثل هذا المؤتمر تتطور وتتخذ صيغًا وأشكالًا مختلفة من المقترحات الأحادية الجانب التي أُعلنت من قبل الشرق والغرب، مثل خطة وزير الخارجية السوفييتي مولوتوف عام 1954، وخطة أنتوني إيدن وزير الخارجية البريطاني في العام نفسه، ومشروع بولغانين رئيس وزراء الاتحاد السوفييتي عام 1955، ومشروع رابانسكي وزير الخارجية البولوني عام 1957، ومشروع كرستيان هرتر الأمريكي عام 1959.
انتقلت الفكرة إلى الأمم المتحدة في الستينات بمقترحات رابانسكي وزير الخارجية البولوني، وأقرّت الجمعية العامة في دورتها العشرين ضرورة بذل الجهود لتقوية السلام والأمن في القارة الأوربية عن طريق اتفاقات جماعية. بعد ذلك؛ انتقلت الفكرة لتُدْرَس في الهيئات الرسمية المختصة لحلف وارسو وحلف الناتو.

## الاتفاقيّة
في نهاية الستينات وافق الطرفان على عقد مثل هذا المؤتمر، وتعهدت الدول الإسكندنافية في اجتماعٍ لوزراء خارجياتها بعقد المؤتمر في شهر نيسان/أبريل 1969، وكُلّفت فنلندا بإنجازِ الإجراءات التنفيذية لتحقيق ذلك.
عُقد المؤتمر في مدينة هلسنكي في الفترة الممتدة من 30 تمّوز/يوليو إلى الأوّل من آب/أغسطس 1975.بعد اجتماعات عقدها سفراء الدول الأعضاء ووزراء خارجيتها وخبراؤها الدبلوماسيون، وحُدّدت فيها موضوعات المؤتمر وأسلوب عمله. أقرّ المؤتمر ما عُرف بوثيقة هلسنكي التي تضمنت النقاط الرئيسة التالية:
- حددت الوثيقة المبادئ التالية أساسًا لإقامة علاقات جديدة في القارة الأوربية وهي: المساواة في السيادة، واحترام حقوق السيادة الوطنية لكل دولة، وحصانة حدودها ووحدة أراضيها وسلامتها، وحل الخلافات بالطرق السلمية وعدم استخدام القوة، وعدم التدخل في الشؤون الداخلية للدول، واحترام حقوق الإنسان والحريات الأساسية بما فيها حرية التفكير والمعتقدات، والمساواة بين الدول وحق الشعوب في تقرير مصيرها، وترسيخ مظاهر التعاون بين الدول وتنفيذ الالتزامات والتعهدات الدولية بما ينسجم مع ميثاق الأمم المتحدة وأحكام القانون الدولي.
- تضمنت الوثيقة مجموعة من الإجراءات رَمَت إلى تدعيم الثقة العسكرية بين الدول المشاركة مثل الإبلاغ المسبق عن المناورات العسكرية التي ستقام في القارة الأوربية، وتحديد هدف المناورات وزمانها والدول وعدد القوات المشاركة فيها، وتبادل المراقبين والخبراء العسكريين للاشتراك في هذه المناورات.
- أشارت الوثيقة في مجال نزع السلاح إلى ضرورة بذل الجهود الممكنة للوصول إلى تحقيق نزع عام وشامل للسلاح، وتوفير رقابة دولية فعالة لإنجاح ذلك.
- أشارت الوثيقة إلى ضرورة الربط بين الأمن السياسي والعسكري، وبين أمن كل دولة من دول المؤتمر وأمن القارة الأوربية، والربط بين أمن القارة الأوربية والأمن العالمي وأمن منطقة البحر المتوسط، وأكدت أهمية المفاوضات وسيلة لتسوية الخلافات بين الدول وتبادل وجهات النظر.
- أكدت الوثيقة على ضرورة قيام الأمن والتعاون الأوربيين على قاعدة واسعة من التعاون المتعدد الجوانب بين الدول المشاركة في المؤتمر، مثل التعاون الاقتصادي والعلمي والتقني والتجاري والصناعي ولاسيما في المشاريع البعيدة المدى ذات المصلحة المشتركة بين الدول المختلفة، وتبادل المعلومات العلمية والزيارات، وتنسيق الخطط التي تسهم في حماية البيئة.
- تضمّنت الوثيقة ضرورة تمتين الروابط في الحالات الإنسانية، كروابط الاتصال بين شعوب القارة بما فيها الأسر الموزعة في أكثر من دولة، وإعادة تجميع الأسر المتباعدة، والسماح بالزواج بين مواطني الدول المختلفة، والسماح بالسفر بين دول القارة لأسباب شخصية أو مهنية، وتشجيع السياحة واللقاءات المختلفة للشباب.
- تضمنت الوثيقة في المجال الإعلامي ضرورة تسهيل نقل المعلومات وانتشارها وتبادلها بين دول القارة بالوسائل الإعلامية المختلفة (راديو، تلفزيون، صحافة)، وتوسيع إطار التعاون الثقافي بالوسائل المختلفة مثل إقامة علاقات بين الجامعات والمعاهد وتسهيل تعليم اللغات المختلفة، وتبادل الزيارات العلمية، والمشاركة في المؤتمرات ذات الصفة العلمية.
- تضمنت الوثيقة ضرورة استمرار مؤتمر الأمن والتعاون الأوربيين مستقبلاً بصيغ وأشكال مختلفة. واتفق على عقد المؤتمر التالي في العاصمة اليوغسلافية بلغراد 1977.